# Margem
Margem es una freguesia portuguesa del concelho de Gavião, con 56,79 km² de superficie y 1.026 habitantes (2001). Su densidad de población es de 18,1 hab/km².